# Отаку
Отаку (яп. おたく или オタク) — человек, который увлекается чем-либо. За пределами Японии обычно употребляется по отношению к фанатам аниме или манги. В Японии данному смыслу соответствует аббревиатура аниота (яп. アニオタ) ← аниме (яп. アニメ) + отаку (яп. オタク).

## История термина
В японском языке это слово имеет следующую этимологию: о (яп. お, «уважительный префикс») + таку (яп. 宅, «дом, жилище»); дословно означает «ваш дом».
Впервые в качестве термина это слово появилось в цикле статей «Исследование „отаку“» (яп. 『おたく』の研究 отаку но кэнкю:) эссеиста Акио Накамори. Цикл публиковался в журнале «Манга бурикко» (яп. 漫画ブリッコ) в период с июня по декабрь 1983 года, и в названии было использовано слово, которым, по наблюдениям Накамори, чаще всего называли друг друга представители субкультуры.
Изначально слово использовалось для обозначения себе подобных среди фотографов-любителей — фотографы в глазах других людей были социофобами, затворниками, фанатиками своего хобби, — и постепенно слово «отаку» получило негативное значение: затворник, фанатик. Обычно отаку — это молодой человек, который живёт дома, на работу не ходит, общается всего с 2—3 людьми не из своей «тусовки».
В японской речи также существуют обороты «пасокон отаку» (по отношению к помешанным на персональных компьютерах), «гэму отаку» (к играющим в видеоигры) и отаку как экстремальные фанаты идолов. Аналогичным образом слово может использоваться для описания любого всепоглощающего увлечения: музыкальный отаку, спортивный отаку и т. п.
Слово «отаку» в Японии имеет сильно негативную окраску; называть так собеседника невежливо, если только он сам себя так не называет. Однако в других странах фанаты аниме и манги часто называют себя «отаку», понимая под этим отнюдь не помешанного фаната, а лишь преданного поклонника. Однако и там встречаются поклонники аниме, знающие о японском значении этого слова и потому не любящие, чтобы их называли «отаку». В связи с этим слово стало записываться катаканой, чтобы отличать от お宅 отаку, которое по-прежнему обозначает дом собеседника в вежливой речи.
Близкое по смыслу слово, употребляемое в русскоязычном пространстве, анимешник — любитель аниме и/или манги.

## Численность отаку
В 2007 году компании One’s Communications и Otaba провели исследование японцев, причисляющих себя к отаку. Был опрошен 601 японец; большинство из них — в возрасте от 20 до 30 лет, а 68 % — мужчины.
Согласно исследованию, 32,6 % опрошенных стали отаку в средней школе, 23,1 % — в последние три года начальной школы. Между старшей школой и колледжем голоса поделились примерно поровну. На вопрос о том, какое аниме натолкнуло их на путь отаку, большинство опрошенных (3,7 %) назвало Gundam, ещё 2,7 % — «Евангелион». По одному проценту опрошенных упомянули Final Fantasy и Tokimeki Memorial Only Love, 0,9 % голосов получили Space Battleship Yamato, YuYu Hakusho и «Сейлор Мун». Ответы сильно варьировались в зависимости от возраста опрошенных: так, среди отаку в возрасте 20-30 лет был популярен Tokimeki Memorial, а фанаты постарше чаще называли «классику» вроде Space Battleship Yamato и Urusei Yatsura.
Согласно телефонному опросу «Яно», проводившемуся с июля по сентябрь 2011 года, отаку себя считает каждый четвёртый японец.